# Imintanoute
Imintanoute ou Imi n tanoute (en chleuh : Imi n Tanut ⵉⵎⵉ ⵏ ⵜⴰⵏⵓⵜ إمِنتَنوت) est une ville marocaine située dans le Haut-Atlas, à une altitude de 1050 mètres, a province de Chichaoua, dans la région de Marrakech-Safi.
Elle se situe sur l'axe Marrakech-Agadir (Autoroute A3). S'étendant sur 30 km², la ville comptait 20 837 habitants en 2014, soit 568 habitants par km² faisant d'elle la 1re ville de la province. Imintanoute est bordée au nord et au sud par la montagne, qui couvre 80 % du territoire régional.

## Étymologie
Imintanoute ou imi n tanoute en amazighe : Imi n Tanut ⵉⵎⵉ ⵏ ⵜⴰⵏⵓⵜ est un nom berbère  plus précisément chleuh qui peut  signifie littéralement " bouche du petit puits" ou "à côté du petit puits" il faut entendre par petit puits une source d'eau abondante, cette nomination  est très récurrente chez les chleuh car il existe d'autres localités semblables comme Imi n dounite, Imi n Waday ou Imi n tili.

## Géographie
Imintanoute est située aux abords de la partie occidentale du grand Atlas au sud-nord et enveloppée par des plaines dans  les autres directions.  Elle est traversée par un fleuve qui trouve ses sources au niveau des montagnes dont le flux est très faible voire à sec en période estivale.   

## Climat
En raison de sa géographie la ville est sujette à un climat montagnard et aride avec des hivers froids et des étés chauds. Les précipitations sont moyennes et varient selon les années.

## Démographie
La population d'Imintanoute est majoritairement  jeune et croit rapidement par conséquent la ville connaît une expansion urbaine notable, celle-ci se traduit par la construction de nouvelles infrastructures et de nouveaux chantiers aux alentours de la ville. 

## Infrastructures
Imintanoute se situe à 44 km de Chichaoua, 110 km de Marrakech et à 125 km d'Agadir. Ville ayant plusieurs structures comme des écoles, collèges, lycée, salle de sport, centre administratif, tribunal d'instance, bureau de la sureté national, une gendarmerie royale, ONE, ONEP, bureau de poste, assurances (Axa, Zurich), banques (Banque Populaire (x2), Crédit Agricole, Attijariwafa bank, BMCE, Crédit du Maroc)…
La ville possède aussi plusieurs hôtels.

## Culture
La majorité de la population est d'origine chleuhe ayant le chleuh comme langue maternelle. Imintanoute est la deuxième ville importante de la province de Chichaoua, elle constitue un carrefour administratif et économique  pour les douars environnants.
Le moussem de Sidi  Ali est un événement culturel fêté pendant le mois d'octobre sur environ une semaine.
Le festival  d'Imintanoute a lieu pendant l'été attirant des artistes marocains comme des chanteurs berbères locaux ou nationaux.
La ville est aussi connue pour la danse musicale berbère traditionnelle Ahouache Imintanout.
Durant la fête de l'Aïd al-Adha,  certains quartiers de la ville organisent le carnaval de Bilmawn ou encore appelé boujloud.

## Personnalités
- Jacques Berque, en poste à Imintanout de 1947 à 1953 en tant que "Contrôleur civil".
- Le rappeur franco-marocain Lartiste y est né en 1985.